# Acartauchenius
Acartauchenius és un gènere d'aranyes araneomorfes pertanyent a la subfamília de les Erigoninae, dins de la família Linyphiidae. Es troba en la zona paleàrtica.
Foren descrites per primera vegada per Eugène Louis Simon l'any 1884.

## Llista d'espècies
Segons The World Spider Catalog 12.0:
- Acartauchenius asiaticus (Tanasevitch, 1989) – Turkmenistan
- Acartauchenius bedeli (Simon, 1884) – Algèria
- Acartauchenius derisor (Simon, 1918) – França
- Acartauchenius desertus (Tanasevitch, 1993) – Kazakhstan
- Acartauchenius hamulifer (Denis, 1937) – Algèria
- Acartauchenius himalayensis Tanasevitch, 2011 – Pakistan
- Acartauchenius insigniceps (Simon, 1894) – Màrroc, Algeria, Tunisia
- Acartauchenius leprieuri (O. Pickard-Cambridge, 1875) – Algeria
- Acartauchenius minor (Millidge, 1979) – Itàlia
- Acartauchenius monoceros (Tanasevitch, 1989) – Uzbekistan
- Acartauchenius mutabilis (Denis, 1967) – Màrroc, Algèria, Tunisia
- Acartauchenius orientalis Wunderlich, 1995 – Mongòlia
- Acartauchenius planiceps Bosmans, 2002 – Algèria
- Acartauchenius praeceps Bosmans, 2002 – Algèria
- Acartauchenius sardiniensis Wunderlich, 1995 – Cerdenya
- Acartauchenius scurrilis (O. Pickard-Cambridge, 1873) (type) – Europa, Turquia, Russia,Àsia Central
- Acartauchenius simoni Bosmans, 2002 – Algèria